# NGC 1518
NGC 1518 је спирална галаксија у сазвежђу Еридан која се налази на NGC листи објеката дубоког неба.
Деклинација објекта је - 21° 10' 46" а ректасцензија 4h 6m 49,0s. Привидна величина (магнитуда) објекта NGC 1518 износи 11,7 а фотографска магнитуда 12,3. Налази се на удаљености од 9,601 милиона парсека од Сунца. NGC 1518 је још познат и под ознакама ESO 550-7, MCG -4-10-13, IRAS 04046-2118, PGC 14475.